# 1713
| 1713               |
| ------------------ |
| Dødsfald - Fødsler |
| • Begivenheder     |

| Gregoriansk kalender | 1713 MDCCXIII           |
| Ab urbe condita      | 2466                    |
| Armensk kalender     | 1162 ԹՎ ՌՃԿԲ            |
| Kinesiske kalender   | 4409 – 4410 壬辰 – 癸巳 |
| Etiopisk kalender    | 1705 – 1706             |
| Jødisk kalender      | 5473 – 5474             |
| Hindukalendere       |                         |
| - Vikram Samvat      | 1768 – 1769             |
| - Shaka Samvat       | 1635 – 1636             |
| - Kali Yuga          | 4814 – 4815             |
| Iransk kalender      | 1091 – 1092             |
| Islamisk kalender    | 1125 – 1126             |

Konge i Danmark: Frederik 4. 1699-1730 – Danmark i krig: Den store nordiske krig 1700-1721
Se også 1713 (tal)

## Begivenheder

### Januar
- 9. januar – Den svenske hær brænder Altona ned

### Februar
- 1. februar – tyrkerne forsøger at tvinge Karl 12. af Sverige til at forlade Bender – Kalabaliken i Bender. Efter at svenskerne (cirka 45 mand) har forsvaret sig mod tyrkerne (cirka 10.000 mand) hele dagen, overmandes svenskerne og Karl XII tages til fange. Karl XII overføres til lystslottet Timurtasch nær Adrianopel og senere til Demotika
- 25. februar - den svenske konge Karl 12. bliver taget til fange af tyrkerne

### April
- 11. april - den Spanske Arvefølgekrig afsluttes med, at Filip 5. anerkendes som Spaniens konge mod til gengæld at afstå fra den franske trone. England får Gibraltar
- 17. april - for første gang udstedes danske pengesedler
- 19. april – Kejser Karl 6. iværksætter Den Pragmatiske Sanktion, der sikrer kvindelig arvefølge i de Habsburgske Arvelande, så magten kan overgå til hans datter Maria Theresia

### Maj
- 5. maj – Magnus Stenbock kapitulerer med den svenske hær til danskerne og tages til fange ved Tønning.
- Maj – Russerne angriber Helsingfors. Byen evakueres og brændes ned

### Oktober
- 6. oktober – Svenskerne besejres af russerne i slaget ved Pälkäne

### November
- November – Karl XII's søster Ulrika Eleonora indtræder i det svenske rigsråd med dobbelt stemmeret

### Udateret
- I en skrivelse underrettes Karl XII om at stænderne har besluttet at "på bästa sätt söka freden", hvad der skærper modsætningen mellem kongen og rådet i Stockholm.
- Byldepesten når det sydvestlige Skåne og angriber Lund, Malmö og Ystad.
- Claus Henrik Vieregg afløses af Fredrik Krag som statholder i Norge

## Født
- 5. oktober – Denis Diderot, fransk filosof, forfatter og redaktør af den første encyklopædi, fødes i Langres i Champagne (død 1784).
- 13. oktober - Allan Ramsay, skotsk portrætmaler (død 1784).

## Dødsfald
- 25. februar – Frederik 1. af Preussen, født 1657
- 15. december – Carlo Maratta, italiensk maler, født 1625